# 2.5GHz帯
2.5 GHz帯 (2.5ギガヘルツたい) とは、主に移動体通信や衛星通信に使用されている周波数帯である。移動体通信向けに割り当てられているのは2545 MHz以上2690 MHz以下の周波数帯である。

## 用途

1から3GHz帯のBS・110°CSの中間周波数と、同じ帯域を使う無線システム。

国際的には1800 MHz帯のBand3と並び第3.9世代移動通信システムのLTEで広く利用されるBand7 (上り2500 MHz – 2570 MHz・下り2620 MHz – 2690 MHz)・Band41 (2496 MHz – 2690 MHz) の帯域である。
日本では衛星通信のN-STAR (ワイドスター等)、移動体通信のAXGP、モバイルWiMAX、地域WiMAX等で使われており、過去には衛星放送のモバHO!でも使われていた。2500 MHz - 2535 MHzおよび、2655 MHz - 2690 MHzが移動体衛星通信に、2545 MHz - 2625 MHzが移動体通信、特に広帯域移動無線アクセスシステム (BWA) 向けにそれぞれ割り当てられている。
総務省は2630 MHz - 2655 MHzの帯域を使用していたモバHO!のサービス終了に伴い、2.5GHz帯広帯域移動無線アクセスシステム (BWA) の利用に係る調査を実施。
- NTTドコモはこの帯域がBand7の下りに相当することからLTE-Advancedで下りを束ねたCarrier Aggregationを用いて高トラヒック地域の増容量策に用いることを提案、Band7のLTE-Advanced移動機はハードウエアそのままで動かすことが出来る可能性も考慮した提案であると思われる[要出典]。
- UQコミュニケーションズ (UQ) はWiMAX Release 2.1で利用することを提案、
- Wireless City Planning (WCP) は高度化XGPシステム (AXGP) で利用することを提案している。

3GPPがLTE向けに設定した帯域としては、
- Band7 (FDD:上り2500 MHz – 2570 MHz・下り2620 MHz – 2690 MHz)
- Band38 (TDD：2570 MHz – 2620 MHz)
- Band41 (TDD：2496 MHz - 2690 MHz)

が定義されており、Band7は欧州、アジアを中心にLTE (FDD) として多くの国々で利用され、Band41は (中) ChinaMobileと (米) ClearwireでTD-LTEとして利用されている。
2013年4月に、地域WiMAX事業者やドコモなどでは要件を満たさないという判断が下り、同年6月の申請では、2者による申請となり、UQが20 MHz幅で、WCPが10 MHz幅で申請した。同年7月に、UQに20 MHz幅を割り当てるという報道がなされ、WCPの親会社の1つであるソフトバンクが行政訴訟の方向も辞さないことを示唆していたが、翌日には、報道通りにUQに20 MHz幅を割り当てる答申が出たことから、ソフトバンクとWCPは訴訟準備に入ることを正式に表明した。
ただし、答申の翌日に行われた免許交付に対して差し止めの仮処分申請が出されなかったため、UQの新規割り当て帯域による、WiMAX 2.1方式のサービス(WiMAX 2+)は予定通り2013年10月31日に開始された。

## 利用周波数
Wireless City Planning (AXGP)
2545 MHz - 2575 MHz (30 MHz) …30 MHzの内10 MHzは既存事業者の退去を待つ必要があることから、2014年12月末まで20 MHzでの運用に制限される。
地域BWA (WiMAX方式)
2582 MHz - 2592 MHz (10 MHz)
地域BWA (高度化方式 WiMAX 2.1またはAXGP)
2575 MHz - 2595 MHz (20 MHz)
UQコミュニケーションズ (モバイルWiMAX)
2595 MHz - 2625 MHz (30 MHz)
UQコミュニケーションズへ新規に割り当てられた周波数(WiMAX 2.1)
2625 MHz - 2645 MHz (20 MHz)

## 提供中及び提供予定のサービス

### サービス提供中

#### UQコミュニケーションズ
UQ WiMAX
モバイルWiMAXにより最大下り40 Mbps・上り15.4 Mbpsとなるサービスで、通信容量は無制限。
MVNOにも利用されているほか、KDDI/沖縄セルラー電話のスマートフォンにも利用されている (+WiMAX)。
Wi-Fiスポット (au Wi-Fi SPOT・Wi2 300) のバックボーン回線として利用。
WiMAX 2+
WiMAX Release2.1 (WiMAX 2.1、TD-LTE互換) により下り最大110 Mbps・上り最大10 Mbpsとなるサービスで、通信容量が無制限のプランと通信容量が月間7 GBのプランがある。
KDDI/沖縄セルラー電話のau 4G LTEに対応した端末が発売され、au 4G LTEで7 GB以上の通信を行うと、WiMAX2+を含めて128 kbpsに制限されるが、WiMAX 2+及びモバイルWiMAXが利用できない地域でもau網が利用可能であれば通信可能となる。なお、auでのサービス名称は、WiMAX 2+オプションとなる。
モバイルWiMAX同様にMVNOにも利用される。

#### Wireless City Planning
AXGP
AXGP (TD-LTE互換) により下り最大110 Mbps、上り最大10 Mbpsとなる。
ソフトバンクがSoftBank 4GとしてMVNOで利用している。
ソフトバンクWi-Fiスポットのバックボーン回線として利用。AXGPが利用できない場合は、1.5 GHz帯のULTRA SPEEDがバックボーン回線に利用される。
SoftBank Air AXGP回線が通信容量無制限で使用できるサービス。ただし、固定ルータ型の専用端末で使用するため、モバイル用途には適さない。

#### 地域BWA
AXGP
- 「Baycom LTE」(株式会社ベイ・コミュニケーションズ)
- 「Hai connect」(阪神ケーブルエンジニアリング株式会社)[9]
- 上記を含み全国で93者（令和２年12月31日現在）

WiMAX
- 全国で８者（令和２年12月31日現在）